# Runenstein G 216

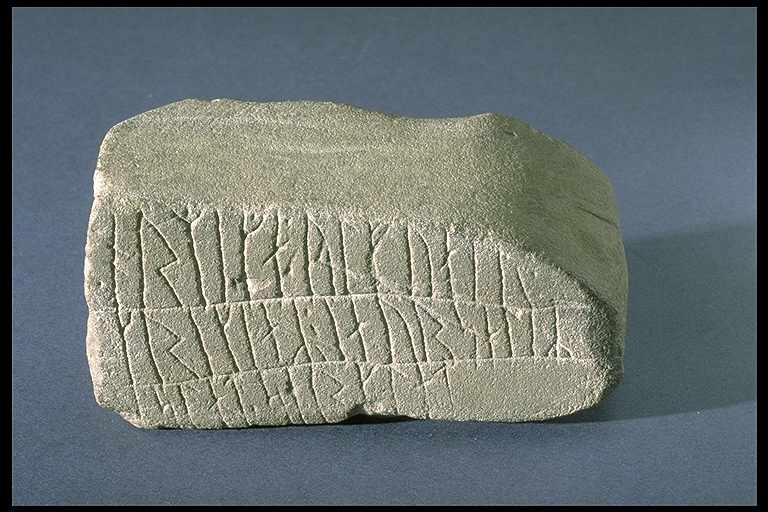
Runenstein G 216

Als der Runenstein G 216 von Timans oder Timansbrynet bei Roma auf der schwedischen Insel Gotland entdeckt wurde, wurde seine Authentizität infrage gestellt, da der Text sensationell war. Die Oberfläche ist sauber und glatt. Die Runen sind in drei geraden Linien geschnitten und gut lesbar. Eine grundlegende Prüfung legte nahe, dass der Runenstein echt ist. 
Der Stein ist nur 8,5 cm lang, 4,5 cm breit und 3,3 cm dick und gehört damit eigentlich zu den Kleinfunden mit Runenbeschriftung.  
Der Text lautet: ormiga : „ulfua-r : krikiaR : iaursaliR (:) islat : serklat“. Übersetzt: Ormika, Ulvair, Grekland, Jerusalem, Island, Särkland. 
Die ersten beiden Worte sind Personennamen. 
- Ormika ist ein unverwechselbarer Name und befördert die nordische Namenskreation, obwohl er ein bekanntes Element in den nordischen und deutschen Sprachen ist. In der Gutasaga hat eine große Farm in Hejnum den Namen Ormika.
- Ulfua-r kann aus dem Namen Ulfigair abgeleitet werden.
- KrikiaR steht für Griechenland und kommt auf Runensteinen öfter vor.
- JaursaliR ist Jerusalem und wird auf den Runensteinen U 136 und U 605 (verloren) aufgeführt.
- Islat steht für Island
- Serkland (auch Särkland) steht auf mehreren Ingvarsteinen.

Der schwedische Sprachwissenschaftler Otto von Friesen (1870–1942) vermutete, dass es sich bei Ormika und Ulfair um zwei Händler handelte, die ihre Reisen ordneten. Andere haben spekuliert, dass Ormika jener Ormika von Hejnum war, der eine Pilgerreise machte.